# Do the Whirlwind
Albums de Architecture in Helsinki
Fingers Crossed
(2003) We Died, They Remixed
(2006)
Pistes de In Case We Die
Maybe You Can Owe Me
(5) In Case We Die (Parts 1-4)
(7)
Do the whirlwind est une chanson du groupe Architecture In Helsinki de l'album In Case We Die sorti le 5 avril 2005.
Le clip de la chanson a été créé par Paul Robertson. Ce clip est, comme le reste de ses créations, très inspiré par le monde du jeu vidéo et de l'animation Japonaise, il en résulte une animation se déroulant dans un univers décalé et étrange. On retrouve en fin de vidéo un hommage au jeu Pac-Man.